# Wellington (Maine)
Wellington és una població dels Estats Units a l'estat de Maine (EUA). Segons el cens del 2000 tenia 258 habitants.

## Demografia
Segons el cens del 2000, Wellington tenia 258 habitants, 113 habitatges, i 74 famílies. La densitat de població era de 2,5 habitants/km².
Dels 113 habitatges en un 21,2% hi vivien nens de menys de 18 anys, en un 53,1% hi vivien parelles casades, en un 8% dones solteres, i en un 34,5% no eren unitats familiars. En el 26,5% dels habitatges hi vivien persones soles el 13,3% de les quals corresponia a persones de 65 anys o més que vivien soles. El nombre mitjà de persones vivint en cada habitatge era de 2,28 i el nombre mitjà de persones que vivien en cada família era de 2,68.
Per edats la població es repartia de la següent manera: un 20,9% tenia menys de 18 anys, un 5,8% entre 18 i 24, un 19,8% entre 25 i 44, un 36% de 45 a 60 i un 17,4% 65 anys o més.
L'edat mediana era de 47 anys. Per cada 100 dones de 18 o més anys hi havia 108,2 homes.
La renda mediana per habitatge era de 17.083 $ i la renda mediana per família de 21.667 $. Els homes tenien una renda mediana de 20.625 $ mentre que les dones 16.875 $. La renda per capita de la població era d'11.216 $. Entorn del 17,1% de les famílies i el 16,9% de la població estaven per davall del llindar de pobresa.